# Hyperolius cinnamomeoventris
Hyperolius cinnamomeoventris es una especie de anfibio de la familia Hyperoliidae.

## Distribución geográfica yhábitat
Habita en Angola, Camerún, República del Congo, República Democrática del Congo, Guinea Ecuatorial (Río Muni), Gabón, Kenia, Uganda, Zambia, posiblemente República Centroafricana, posiblemente Ruanda, posiblemente Sudán del Sur y posiblemente Tanzania.
Su hábitat natural incluye bosques tropicales o subtropicales secos y a baja altitud, pantanos, montanos secos, sabanas secas y húmedas, praderas húmedas o inundadas en algunas estaciones, lagos de agua dulce, lagos temporales de agua dulce, marismas de agua dulce, corrientes intermitentes de agua dulce, jardines rurales, zonas previamente boscosas ahora degradadas y estanques.